# Jeoselyna Rodríguez
Jeoselyna Rodríguez Santos (ur. 9 grudnia 1991 r. w Santo Domingo) – dominikańska siatkarka, reprezentantka kraju, grająca na pozycji atakującej.

## Kariera
| Lata      | Klub                          |
| --------- | ----------------------------- |
| 2002–2004 | Mirador                       |
| 2005      | Modeca                        |
| 2006      | Mirador                       |
| 2007–2008 | Deportivo Nacional            |
| 2007–2008 | Distrito Nacional             |
| 2008      | West Side Stars               |
| 2009      | Centro                        |
| 2009      | Indias de Mayagüez            |
| 2009–2010 | Vôlei Futuro                  |
| 2010      | Distrito Nacional             |
| 2010–2011 | CAV Murcia 2005               |
| 2012      | Mirador                       |
| 2012–2013 | CS Volei 2004 Tomis Konstanca |
| 2013–2014 | Universidad César Vallejo     |
| 2018      | Guerreras                     |

## Sukcesy reprezentacyjne
Liga dominikańska:
- 2006, 2008
- 2018

Superpuchar Hiszpanii:
- 2010

Puchar Hiszpanii:
- 2011

Liga hiszpańska:
- 2011

Liga rumuńska:
- 2013

Liga peruwiańska:
- 2014

Mistrzostwa Ameryki Północnej, Środkowej i Karaibów:
- 2009
- 2007

Mistrzostwa Świata Juniorek:
- 2009

Puchar Panamerykański:
- 2010
- 2009, 2011, 2013

Puchar Wielkich Mistrzyń:
- 2009

Igrzyska Ameryki Środkowej i Karaibów:
- 2010

Puchar Panamerykański U-23:
- 2012

Volley Masters Montreux:
- 2013

Mistrzostwa Świata U-23:
- 2013

## Nagrody indywidualne
- 2007: Najlepsza zagrywająca Mistrzostw Świata Kadetek
- 2013: Najlepsza atakująca i zagrywająca Mistrzostw Świata U-23